# Thomas Beck
Thomas Beck (Schaan, 21 febbraio 1981) è un allenatore di calcio ed ex calciatore liechtensteinese, di ruolo attaccante.

## Carriera

### Club
Con la maglia del Vaduz ha vinto per 3 volte la Coppa del Liechtenstein.

### Nazionale
Ha collezionato 92 presenze con la propria nazionale.

## Palmarès

### Giocatore
- Coppa del Liechtenstein: 3

Vaduz: 1999-2000, 2001-2002, 2002-2003
- Seconda Lega interregionale: 1

Balzers: 2010-2011 (gruppo 6)